# Hyalurgus longihirtus
Hyalurgus longihirtus är en tvåvingeart som beskrevs av Chao och Shi 1980. Hyalurgus longihirtus ingår i släktet Hyalurgus och familjen parasitflugor. Inga underarter finns listade i Catalogue of Life.